# Муса, Баба
Баба́ Муса́ (англ. Baba Musah; род. 3 сентября 1999, Суньяни, Гана) — ганский футболист, защитник клуба «Рига»

## Карьера
У себя на родине играл в командах «Аккра Лайонс» и «Жилина Африка». В апреле 2021 года стал игроком латвийского клуба «Метта». Дебютировал в Высшей лиге в мае 2021 года в матче против «Спартака» из Юрмалы. Дебютировал в кубке Латвии в августе 2021 года в матче 1/8 финала против клуба «Ауда».
В начале 2022 года стал игроком футбольного клуба «Рига».